# Pyszma
Pyszma (ros. Пышма) – rzeka w Federacji Rosyjskiej na Syberii Zachodniej. Prawy dopływ Tury.
Wypływa z jeziora Kluczi na wschodnich stokach Środkowego Uralu, w okolicach Wierchniej Pyszmy. Płynie przez terytorium obwodu swierdłowskiego i tiumeńskiego. Długość rzeki – 603 km, zlewnia – 19,7 tys. km², średnia przepływ – 34 m³/sek. Wiosenny przybór wód – od kwietnia do maja. Pod lodem od listopada do kwietnia. W biegu rzeki trzy zbiorniki retencyjne, w tym zbiornik biełojarski z hydroelektrownią biełojarską.
Rzeka przepływa przez Park Narodowy „Pripyszminskije bory”.

## Miejscowości leżące nad rzeką
- Wierchniaja Pyszma
- Staropyszminsk
- Zariecznyj
- Biełojarskij
- Suchoj Łog
- Kamyszłow
- Pyszma
- Talica
- Ługowskoj

## Dopływy
- Rieft
- Kunara
- Bolszaja Kalinowka
- Jurmycz